# Parasenecio xinjiashanensis
Parasenecio xinjiashanensis là một loài thực vật có hoa trong họ Cúc. Loài này được (Z.Y.Zhang & Y.H.Guo) Y.L.Chen mô tả khoa học đầu tiên năm 1999.